# Хоукинс, Ричард (художник)
Ричард Хоукинс (англ. Richard Hawkins; род. 1960) — современный американский художник.
Живет и работает в Лос-Анджелесе. 
Его работы хранятся в Музее американского искусства Уитни, Нью-Йоркском музее современного искусства и Чикагском институте искусств.

## Образование
- 1988 — Калифорнийский институт искусств, Валенсия, Калифорния; MFA.
- 1984 — Университет Техаса, Остин, Техас; BFA.

## Творчество
В своем творчестве Хоукинс критично рассматривает социальные, культурные и исторические феномены, смешивая это с автобиографическими мотивами. Ричард Хоукинс начинал карьеру как куратор и писатель.  Как художник работает с начала 1990-х гг. и сейчас считается одним из самых заметных художников западного побережья. Ранние, неизменно эротично окрашенные, коллажи, включающие фотографии знаменитостей мира кино, моделей-мужчин или порно-звезд, наполнены гомо-эротическим восхищением и желанием. В конце 1990-х появились противоречивые серии работ. "Disembodied Zombies" – отрубленные истекающие головы идеальных мужчин-моделей на ярком полихромном фоне. Ужас и фантазия  сплетены в этих притягательных шокирующих работах. Также в конце 1990-х Хокукинс начал писать, создав серию живописных работ, характеризующихся гибкой эстетикой и широкой тематикой. От абстракции в ярких тонах до фигуративной живописи, в которой Хоукинс переосмысляет собственные индейские корни. Яркие холсты со сценами в барах индустрии секс-туризма Азии, которые описываются самим Хоукинсом как «галлюцинации от передозировки Виагры». "Urbis Paganus" - серия коллажей с языческими мотивами. В последнее время Хоукинс создает игрушечные домики, которые трансформируются в публичные дома, что  возвещает новое направление в творчестве Хоукинса.

## Персональные выставки
- 2008 Galerie Daniel Buchholz, Берлин
- 2007 "Of Two Minds, Simultaneously," de Appel Centre for Contemporary Art, Амстердам
- 2007 Richard Telles Fine Art, Лос-Анджелес
- 2006 Corvi-Mora, Лондон
- 2006 "Urbis Paganus Part I+III," Galerie Daniel Buchholz, Cologne
- 2006 Greene Naftali, Нью-Йорк
- 2004 Richard Telles Fine Art, Лос-Анджелес
- 2004 Corvi-Mora, Лондон
- 2004 Galerie Daniel Buchholz, Cologne
- 2003 Richard Telles Fine Art, Лос-Анджелес
- 2003 Kunstverein Heilbronn
- 2003 Galerie Praz-Delavallade, Paris
- 2002 Corvi-Mora, Лондон
- 2002 Galerie Daniel Buchholz, Cologne
- 2001 Galerie Praz-Delavallade, Paris
- 2000 Richard Telles Fine Art, Лос-Анджелес
- 2000 Galerie Daniel Buchholz, Cologne
- 2000 Corvi-Mora, London
- 1999 Galerie Praz-Delavallade, Paris
- 1999 Richard Telles Fine Art, Los Angeles
- 1998 Ynglingagtan 1, Stockholm
- 1997 Richard Telles Fine Art, Los Angeles
- 1996 Richard Telles Fine Art, Los Angeles
- 1996 Feature, New York
- 1995 Ynglingagatan 1, Stockholm
- 1995 Richard Telles Fine Art, Los Angeles
- 1993 Feature, New York
- 1993 Richard Telles Fine Art, Los Angeles
- 1992 Mincher/Wilcox Gallery, San Francisco
- 1992 Roy Boyd Gallery, Santa Monica